# Алерти
Алерти (груз. ალერტი) — село в Грузии, на территории Мартвильского муниципалитета края (мхаре) Самегрело-Верхняя Сванетия.

## География
Село находится в западной части Грузии, на левом берегу реки Циви, на расстоянии приблизительно 14 километров (по прямой) к западо-северо-западу от города Мартвили, административного центра муниципалитета. Абсолютная высота — 194 метра над уровнем моря.

## Население
По результатам официальной переписи населения 2014 года в Алерти проживало 223 человека (123 мужчины и 100 женщин). В национальной структуре населения грузины составляли 100 %.
| Год  | Население, человек |
| ---- | ------------------ |
| 2002 | 220                |
| 2014 | ↗ 223              |